# Diócesis de Quíos
La diócesis de Quíos (en latín: Dioecesis Chiensis y en griego: Ρωμαιοκαθολική Επισκοπή Χίου) es una circunscripción eclesiástica de la Iglesia católica en Grecia. Se trata de una diócesis latina, sufragánea de la arquidiócesis de Naxos, Andros, Tenos y Miconos. Desde el 1 de julio de 1939 es sede vacante y su administrador apostólico es el arzobispo Josif Printezis.

## Territorio y organización
La diócesis tiene 4116 km² y extiende su jurisdicción sobre los fieles católicos de rito latino residentes en la periferia de Egeo Septentrional, que comprende las islas de Lesbos, Quíos, Samos, Icaria, Lemnos, Psará, Fourni Korseon y Thymaina.
La sede de la diócesis se encuentra en la ciudad de Quíos, en donde se halla la Catedral de San Nicolás. 
En 2023 en la diócesis existían 3 parroquias: la catedral y dos iglesias, ambas dedicadas a Nuestra Señora de la Asunción, una en la isla de Samos y otra en la de Lesbos.

## Historia

### Antecedentes
Según los Hechos de los Apóstoles, Lucas el Evangelista, el apóstol Pablo y sus compañeros pasaron por Quíos durante el tercer viaje misionero de Pablo, en un trayecto de Lesbos a Samos.
Quíos es una antigua sede griega, atestiguada ya en el siglo V, elevada al rango de metropolitanato en el siglo XIV.
La isla de Quíos fue ocupada brevemente (1090-1097) por Tzachas, un bey turco en la región de Esmirna durante la primera expansión de los turcos a la costa del mar Egeo. Sin embargo, los turcos fueron expulsados de la costa del mar Egeo por los bizantinos con la ayuda de la Primera Cruzada.

### Diócesis latina
Después de la cuarta cruzada (1204), Quíos fue propiedad de la República de Venecia y se estableció la diócesis de rito latino, cuyo primer obispo se mencionó, sin embargo, recién en la primera mitad del siglo XIV. En 1225 la isla fue capturada por el Imperio de Nicea, hasta que en 1261 fue cedida a la República de Génova.
Originalmente era sufragánea de la arquidiócesis de Rodas, pero el 9 de marzo de 1222 pasó a formar parte de la provincia eclesiástica de la arquidiócesis de Mitilene, aunque más tarde volvió a ser sufragánea de Rodas. En 1642 pasó a formar parte de la provincia eclesiástica de la arquidiócesis de Naxos.
En 1566 el almirante otomano Pialí Bajá capturó Quíos, existiendo una población de 3500 genoveses en la isla. Los otomanos requisaron la Catedral de Santa María.
Fue en la isla de Quíos en donde las relaciones entre católicos y ortodoxos estaban entre las mejores de todo Oriente y no hay episodios documentados de hostilidad manifiesta hacia los católicos. Los jesuitas, instalados en la isla a partir de 1590, predicaron sin dificultad en las iglesias ortodoxas y los obispos latinos oficiaron a menudo en los monasterios griegos. Esta colaboración duró hasta finales del siglo XVII.
En 1668 la isla de Quíos estaba habitada por 40 000 personas, incluidos 6000 católicos. En 1754 los habitantes de la isla eran 60 000, de los cuales 3500 eran católicos. El número de católicos siguió cayendo drásticamente durante los dos siglos siguientes. En 1881 un terremoto mató a entre 5500 y 10 000 personas en Quíos.
Durante la guerra de Independencia de Grecia (1821-1830) la isla de Quios fue devastada por los otomanos que el 11 de abril de 1822 perpetraron la Masacre de Quíos, matando a 25 000 personas y llevándose a otras 45 000 como esclavos, dejando la isla casi deshabitada por varias décadas. En 1881 un terremoto mató a más de 3000 personas. Durante la Primera Guerra de los Balcanes la Armada griega capturó Quíos en noviembre de 1912. Entre 1922 y 1923, durante el intercambio de población entre Grecia y Turquía, los turcos y los judíos abandonaron la isla, y algunos refugiados griegos de Jonia se asentaron en ella.
El 30 de marzo de 1930 cedió la isla de Patmos a la arquidiócesis de Rodas, mientras que el 20 de agosto de 1931 mediante el breve Quae catholico del papa Pío XI, incorporó la isla de Lesbos, que pertenecía a la arquidiócesis de Esmirna.
Desde el 1 de julio de 1939 la diócesis ya no tiene su propio obispo y está gobernada por un administrador apostólico (en su mayoría, los arzobispos metropolitanos de Naxos).

## Estadísticas
Según el Anuario Pontificio 2024 la diócesis tenía a fines de 2023 un total de 500 fieles bautizados.
| Año                                                                             | Población | Población | Población      | Sacerdotes | Sacerdotes | Sacerdotes | Católicos por sacerdote | Diáconos permanentes | Religiosos | Religiosos | Parroquias y cuasiparroquias |
| Año                                                                             | Católicos | Total     | % de católicos | Total      | Diocesanos | Regulares  | Católicos por sacerdote | Diáconos permanentes | Masculinos | Femeninos  | Parroquias y cuasiparroquias |
| ------------------------------------------------------------------------------- | --------- | --------- | -------------- | ---------- | ---------- | ---------- | ----------------------- | -------------------- | ---------- | ---------- | ---------------------------- |
| 1950                                                                            | 150       | 278 000   | 0.1            | 4          | 1          | 3          | 37                      |                      | 4          | 10         | 3                            |
| 1970                                                                            | 95        | 254 496   | 0.0            | 2          | 1          | 1          | 47                      |                      | 1          | 10         | 2                            |
| 1980                                                                            | 45        | 212 000   | 0.0            | 1          | 1          |            | 45                      |                      |            | 5          | 3                            |
| 1990                                                                            | 50        | 195 004   | 0.0            |            |            |            |                         |                      |            |            | 3                            |
| 1999                                                                            | 150       | 195 000   | 0.1            |            |            |            |                         |                      |            |            | 3                            |
| 2000                                                                            | 155       | 195 000   | 0.1            |            |            |            |                         |                      |            |            | 3                            |
| 2001                                                                            | 200       | 195 000   | 0.1            |            |            |            |                         |                      |            |            | 6                            |
| 2002                                                                            | 170       | 199 800   | 0.1            |            |            |            |                         |                      |            |            | 3                            |
| 2003                                                                            | 300       | 201 500   | 0.1            |            |            |            |                         |                      |            |            | 3                            |
| 2004                                                                            | 500       | 205 000   | 0.2            |            |            |            |                         |                      |            |            | 3                            |
| 2006                                                                            | 500       | 206 000   | 0.2            |            |            |            |                         |                      |            |            | 3                            |
| 2013                                                                            | 450       | 200 520   | 0.2            | 1          | 1          |            | 450                     |                      |            |            | 3                            |
| 2016                                                                            | 500       | 210 000   | 0.2            | ?          |            |            | ?                       |                      |            |            | 3                            |
| 2019                                                                            | 500       | 210 000   | 0.2            | ?          |            |            | ?                       |                      |            |            | 3                            |
| 2021                                                                            | 500       | 209 700   | 0.2            | 1          | 1          |            | 500                     |                      |            |            | 3                            |
| 2023                                                                            | 500       | 209 600   | 0.2            | 3          | 3          |            | 166                     |                      |            |            | 3                            |
| Fuente: Catholic-Hierarchy, que a su vez toma los datos del Anuario Pontificio. |           |           |                |            |            |            |                         |                      |            |            |                              |

## Episcopologio

### Obispos griegos
- Trifone † (antes de 450-después de 458)
- Giorgio † (mencionado en 680)
- Teofilo † (mencionado en 787)
- Costantino † (siglo X)[3]
- Nicola † (siglo XI)[4]

### Obispos latinos
- Ruffino, O.P. † (1322)
- Gilfort, O.P. †
- Giovanni, O.P. † (12 de julio de 1329-27 de julio de 1330 nombrado obispo de Corfú)
- Oddoino † (21 de abril de 1343-? falleció)
- Benedetto de Pupio, O.P. † (8 de julio de 1349-? falleció)
- Manfredi da Cocconato, O.F.M. † (21 de julio de 1360-? falleció)
- Ugo de Flavigney, O.F.M. † (19 de enero de 1384-?)
- Giovanni Battito † (mencionado en 1391)
- Carlo Giustiniani † (1 de septiembre de 1395-?)
- Tommaso Pallavicini † (6 de febrero de 1400-?)
- Leonardo Pallavicini † (9 de agosto de 1409-? falleció)
- Antonio Pallavicini † (31 de julio de 1450-?)
- Gerolamo Camulio † (31 de diciembre de 1470-? falleció)
- Paolo de Monelia, O.P. † (1 de febrero de 1499-? falleció)
- Benedetto Giustiniani † (16 de noviembre de 1502-1533 falleció)
- Giovanni Vigerio de Voragine, O.F.M.Conv. † (14 de enero de 1534-? renunció)
- Paolo de Flisco † (27 de junio de 1550-? falleció)
- Timoteo Giustiniani † (14 de abril de 1564-5 de abril de 1568 nombrado obispo de Strongoli)
  - Sede vacante (1568-1579)
- Benedetto Garretto, O.F.M. † (30 de enero de 1579-1597 falleció)[5]
- Gerolamo Giustiniani, O.P. † (15 de diciembre de 1599-1604 renunció)
- Marco Giustiniani, O.P. † (31 de mayo de 1604-circa 1640 falleció)
- Andrea Soffiano † (10 de marzo de 1642-después de 1668 falleció)
- Leonardo Balsarini † (después de 1668 por sucesión- 19 de diciembre de 1698 nombrado arzobispo de Corinto)
- Tommaso Giustiniani, C.R.M. † (28 de mayo de 1700-22 de julio de 1709 nombrado obispo de Nebbio)
  - Sede vacante (1709-1720)
- Filippo Bavestrelli † (30 de septiembre de 1720-6 de abril de 1754 falleció)
- Giovanni Battista Bavestrelli † (16 de septiembre de 1754-31 de agosto de 1772 nombrado vicario apostólico de Constantinopla)
- Giovanni Antonio Vuricla † (12 de julio de 1773-febrero de 1785 falleció)
- Pietro Craveri, O.F.M. † (19 de diciembre de 1785-7 de abril de 1788 nombrado obispo de Galtellì-Nuoro)
- Nicolò Timoni † (15 de septiembre de 1788-18 de noviembre de 1812 falleció)[nota 2]
  - Sede vacante (1812-1814)
- Francesco Saverio Dracopoli † (19 de diciembre de 1814-1 de agosto de 1821 falleció)
  - Sede vacante (1821-1829)
- Ignazio Giacomo Giustiniani † (10 de mayo de 1829-10 de marzo de 1875 falleció)
- Andrea Policarpo Timoni † (30 de julio de 1875-13 de mayo de 1879 nombrado arzobispo de Esmirna)
- Ignazio Nicolò Giustiniani † (13 de mayo de 1879-26 de octubre de 1884 falleció)
- Cesare Fedele Abbati, O.F.M. Ref. † (23 de enero de 1885-27 de abril de 1890 renunció[nota 3])
- Dionisio Nicolosi † (6 de junio de 1890-25 de enero de 1916 falleció)
- Nicolas Charikiopoulos (Harikoupoulos) † (3 de enero de 1917-1 de julio de 1939 falleció)
  - Alessandro Guidati † (1939-22 de febrero de 1947 renunció) (administrador apostólico)
  - Giovanni Francesco Filippucci † (29 de mayo de 1947-9 de noviembre de 1959 falleció) (administrador apostólico)
  - Rocco Dellatolla † (1959-1961) (administrador apostólico)
  - Ioánnis Perrís † (1961-29 de abril de 1993 retirado) (administrador apostólico)
  - Nikólaos Printezis (29 de abril de 1993-25 de enero de 2021 retirado) (administrador apostólico)
  - Josif Printezis, desde el 25 de enero de 2021